# Michał Ossowski (ekonomista)
Michał Ossowski (ur. 1743 w Zblewie, zm. 1797) – polski ksiądz, ex-jezuita, polityk i ekonomista; organizator bankowości i przemysłu, projektodawca reform finansowych w okresie Sejmu Czteroletniego, wydał pracę „O pomnożeniu dochodów publicznych”. Członek Zgromadzenia Przyjaciół Konstytucji Rządowej.

## Życiorys
Dnia 2 sierpnia 1759 wstąpił do zakonu jezuitów. Posługę nowicjatu odbywał w latach 1759–1761 w Krakowie. W latach 1762–1765 studiował w Kaliszu, a w latach 1765–1767 w Poznaniu, gdzie fizyki eksperymentalnej uczył Ossowskiego Józef Feliks Rogaliński. W kolegium w Krośnie w latach 1767–1769 wykładał poetykę, by później rozpocząć w Poznaniu studia teologiczne. W 1773 przyjął święcenia kapłańskie. Po kasacie zakonu jezuitów został nauczycielem Antoniego Prota Potockiego. Obaj odbywali zagraniczne podróże.
Ossowski współpracował ściśle z Protem Potockim. Zorganizował kantor w Chersoniu. Za swe zasługi na polu gospodarczym nagrodzono Ossowskiego z polecenia Stanisława Augusta specjalnym medalem, a także wręczono mu nagrodę pieniężną. Wydane w 1789 dzieło O pomnożeniu dochodów publicznych... zawierało postulaty ekonomiczne eks-jezuity. Propagował Ossowski emisję pieniądza papierowego, oszacowanie wartości dóbr królewskich, a co za tym idzie odpowiednie zagospodarowanie dochodami skarbu państwa. Został Ossowski przedstawicielem niderlandzkiego banku Piotra de Haana. Poglądy ekonomiczne Ossowskiego propagował Kołłątaj, a 22 lipca 1790 wybrano Ossowskiego w skład deputacji do ułożenia projektu względem utworzenia ekonomiki wewnętrznej krajowej. W myśl projektu Ossowskiego konstytucja 3 maja, która była konstytucją polityczną, miała zostać uzupełniona przez konstytucję ekonomiczną.
Ossowski nie ukończył zamierzonego dzieła, wyłożył natomiast szereg ogólnych zasad w projekcie O urządzeniu starostw w czerwcu 1791. Projekt zawierał 3 rozdziały. Pierwszy, „Pewność własności”, głosił, iż dzięki sprzedaży starostw „każda ziemia musi mieć dziedzicznego właściciela”, przewidując podział wielkich majątków na średnie a niepodzielne gospodarstwa folwarczne. Drugi, „Opieka dla pracy”, mówił o rozładowaniu terenów przeludnionych i zagospodarowaniu nieużytków. Włościanie uzyskać mieli „wieczystą własność” nadziału ziemi, w tym prawo jego zbycia za zgodą dziedzica po wprowadzeniu na gospodarstwo nowego gospodarza („zastępnika”). Trzeci, „Pomoc w nakładach”, przewidywał utworzenie banku z sum wpływających ze sprzedaży starostw, udzielającego 4 – procentowych kredytów długoterminowych na „zaprowadzenie fabryk i rękodzieł”. Na projekcie oparta była ustawa z 26 kwietnia 1792 Urządzenie wieczyste królewszczyzn.